# トム・ヨーキー
トム・ヨーキー（Thomas Austin Yawkey, 1903年2月21日 - 1976年7月9日）は、メジャーリーグの元球団経営者。1903年デトロイト生まれ。1933年から44年間ボストン・レッドソックスのオーナーとして活躍し、アメリカンリーグ副理事長職も18年間にわたって務めた。

## 来歴・人物
1933年、前オーナーであるロバート・クインからボストン・レッドソックスを買収しオーナーに就任する。当時レッドソックスは1920年代の財政難からベーブ・ルースを筆頭に度重なる有力選手を放出した後で年間の観客数も18万人強にまで落ち込んでいた。ヨーキーはすぐに球団の建て直しに着手、ゼネラルマネージャーとしてかつての名内野手だったエディ・コリンズを招聘する。翌1934年には、本拠地フェンウェイ・パークの左翼フェンスの広告を全て外し、高いフェンスを緑一色に塗りつぶす決定をした。ヨーキーの思惑はあたったのか、この緑一色の高いフェンスは『グリーンモンスター』と呼ばれるようになり、現在のフェンウェイ・パークの名物ともなっている。
ヨーキーのオーナー就任以降、レッドソックスはリック・フェレル、レフティ・グローブ、ジミー・フォックスらの有力選手を次々に獲得、更にコリンズが発掘したボビー・ドーア、テッド・ウィリアムズは1930年代終わりからチームの主力選手に成長するなど、チームは徐々に力をつけていった。1946年、レッドソックスは遂に28年ぶりにアメリカンリーグを制覇するまでになる。翌1947年オフ、ヨーキーはライバルのニューヨーク・ヤンキースで8度のリーグ制覇を成し遂げたジョー・マッカーシーを監督に招聘、エディ・コリンズの勇退を受けゼネラルマネージャーにジョー・クローニンを据え、強豪チームへの足固めを行う。1948年にインディアンズとのプレーオフに敗れ、翌1949年には残り2試合でヤンキースに逆転され優勝をさらわれるなど不運が続き、チームはしばらく低迷するようになってしまったが1960年代に入ると再び名選手を次々と輩出するようになっていった。
1975年ワールドシリーズでレッドソックスが歴史に残る激戦を演じた翌年の1976年、ヨーキーはボストンで死去。1980年に発展貢献者としてアメリカ野球殿堂入りした。フェンウェイ・パークに通じる道路は彼の名をとって「ヨーキー・ウェイ」と名づけられている。